# NGC 680
NGC 680 (други обозначения – UGC 1286, MCG 4-5-15, ZWG 482.19, PGC 6719) е елиптична галактика (E) в съзвездието Овен.
Обектът присъства в оригиналната редакция на „Нов общ каталог“.